# 1971 en aéronautique
Chronologie de l'aéronautique
- 1967
- 1968
- 1969
- 1970
- 1971
- 1972
- 1973
- 1974
- 1975

Cet article présente les faits marquants de l'année 1971 en aéronautique.

## Événements

### Janvier
- 22 janvier : un Lockheed P-3 Orion piloté par Donald H. Lilienthal bat le record du monde de distance sans escale sur avion turbopropulsé en parcourant 11 036,47 km ainsi que le record de vitesse à 806,1 km/h[1].
- 31 janvier - 9 février : la mission Apollo 14 dépose pour la troisième fois des hommes sur la Lune.

### Mars
- 21 mars : premier vol de l'hélicoptère britannique Westland WG 13 Lynx.
- 24 mars : abandon du projet d'avion de ligne supersonique américain Boeing 2707 après le refus du sénat de le financer.

### Avril
- 19 avril : l'Union soviétique met en place Saliout 1, première station orbitale habitée.
- 23 - 25 avril : lancement de la mission Soyouz 10 dont le but est de s'arrimer à Saliout 1. Mais la mission est un échec.

### Mai
- 28 mai :
- premier vol de l'avion de ligne Dassault Mercure 100.
- lancement de la sonde interplanétaire soviétique Mars 3 chargée de poser une capsule sur le sol martien.
- 30 mai : lancement de la sonde interplanétaire américaine Mariner 9 qui deviendra le premier satellite artificiel de Mars.

### Juin
- 6 - 30 juin : lancement de la mission Soyouz 11 dont le but est de déposer un équipage dans la station Saliout 1. Les cosmonautes y resteront 25 jours, mais décéderont lors de la phase d'atterrissage.

### Juillet
- 14 juillet : premier vol de l'avion de ligne VFW-Fokker VFW 614.
- 20 juillet : premier vol de l'avion d'entraînement japonais Mitsubishi T-2.
- 26 juillet - 7 août : la mission Apollo 15 voit pour la première fois l'utilisation d'un rover lunaire.

### Août
- 4 août : premier vol de l'hélicoptère italien Agusta A.109.

### Septembre
- 4 septembre : première traversée de l'océan Atlantique par le Concorde.

### Octobre
- 2 octobre : crash d'un Vickers Vanguard de la BEA à Aarsele, ne laissant aucun survivant.
- 11 octobre : destruction de Saliout 1 lors de sa rentrée dans l'atmosphère.

### Novembre
- 5 novembre : la fusée Europa II, lancée de la base de Kourou (Guyane française), explose en vol.

### Décembre
- 14 décembre : la Société des Avions Marcel Dassault fusionne avec Breguet aviation et forme Avions Marcel Dassault-Breguet Aviation, futur Dassault Aviation[2].